# Człopa (gmina)
Człopa – gmina miejsko-wiejska w Polsce położona w południowej części województwa zachodniopomorskiego, w powiecie wałeckim. Siedzibą gminy jest miasto Człopa.
Według danych z 31 grudnia 2016 r. gmina miała 5032 mieszkańców.
Miejsce w województwie (na 114 gmin): powierzchnia 10., ludność 78.

## Położenie
Gmina jest położona jest w południowej części województwa zachodniopomorskiego, w południowo-zachodniej części powiatu wałeckiego.
Sąsiednie gminy:
- Tuczno i Wałcz (powiat wałecki)
- Drawno (powiat choszczeński)

w województwie lubuskim:
- Dobiegniew (powiat strzelecko-drezdenecki)

w województwie wielkopolskim:
- Krzyż Wielkopolski, Trzcianka i Wieleń (powiat czarnkowsko-trzcianecki)

Do 31 grudnia 1998 wchodziła w skład województwa pilskiego.
Gmina stanowi 24,6% powierzchni powiatu.
Gmina leży na Pojezierzu Wałeckim i Równinie Drawskiej. Przy całej zachodniej granicy gminy znajduje się Drawieński Park Narodowy. Przepływająca przez gminę rzeki Płociczna (do wsi Krępa Krajeńska) oraz Cieszynka (do Człopy, obie to dopływy Drawy) są dostępne dla kajaków. Pomiędzy Parkiem a Człopą znajduje się rezerwat Stary Załom na jeziorze Załom. Przez gminę prowadzą szlaki turystyczne: czerwony przez Drawieński Park Narodowy, żółty z Człopy w kierunku Parku, zielony do Tuczna i czarny w pobliżu jezior. Tereny leśne zajmują 68% powierzchni gminy, a użytki rolne 24%.

## Demografia
Według danych z 31 grudnia 2016 r. gmina miała 5032 mieszkańców, co stanowiło 9,3% ludności powiatu. Gęstość zaludnienia wynosi 14,4 osoby na km².

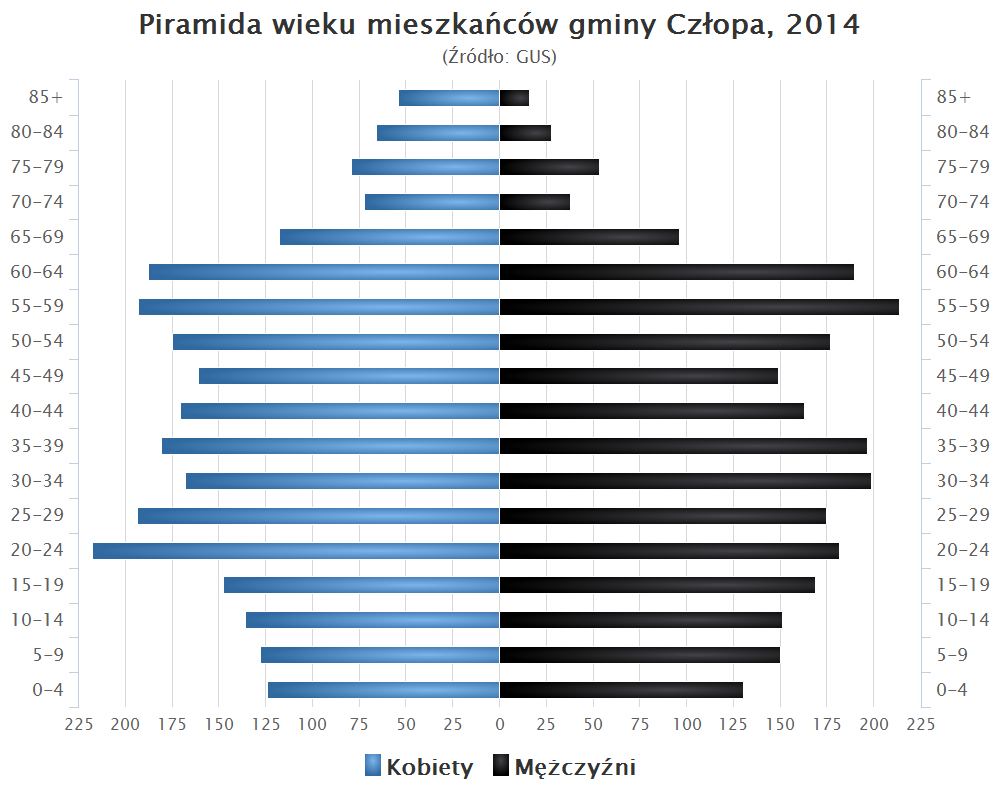
Piramida wieku mieszkańców gminy Człopa w 2014 roku

Dane z 31 grudnia 2016 r.:
| Opis           | Ogółem | Ogółem | Kobiety | Kobiety | Mężczyźni | Mężczyźni |
| -------------- | ------ | ------ | ------- | ------- | --------- | --------- |
| Jednostka      | osób   | %      | osób    | %       | osób      | %         |
| Populacja      | 5032   | 100    | 2545    | 50,58   | 2487      | 49,42     |
| Miasto         | 2354   | 46,78  | 1231    | 24,46   | 1123      | 22,32     |
| Obszar wiejski | 2678   | 53,22  | 1314    | 26,11   | 1364      | 27,11     |

## Komunikacja
Przez gminę Człopa prowadzi droga krajowa nr 22 łącząca miasto przez Rusinowo (13 km) z Wałczem (33 km) i z Dobiegniewem (30 km) oraz wojewódzka nr 177 do Tuczna (12 km) i Wielenia (25 km).
Człopa uzyskała połączenie kolejowe w 1899 r. po doprowadzeniu linii kolejowej z Krzyża. W 1904 r. przedłużono ją do Wałcza. W 1988 r. zamknięto odcinek do Wałcza, a 3 lata później do Krzyża. W 1994 r. odcinek Wałcz- Człopa został rozebrany.
W gminie czynny jest 1 urząd pocztowy: Człopa (nr 78-630).

## Administracja
W 2016 r. wykonane wydatki budżetu gminy Człopa wynosiły 20,5 mln zł, a dochody budżetu 21,2 mln zł. Zobowiązania samorządu (dług publiczny) według stanu na koniec 2016 r. wynosiły 0,5 mln zł, co stanowiło 2,4% poziomu dochodów.
Gmina Człopa jest obszarem właściwości Sądu Rejonowego w Wałczu. Sprawy z zakresu ubezpieczeń społecznych i sprawy gospodarcze są rozpatrywane Sąd Rejonowy w Koszalinie, a z zakresu prawa pracy przez Sąd Rejonowy w Szczecinku. Gmina jest obszarem właściwości Sądu Okręgowego w Koszalinie. Gmina (właśc. powiat wałecki) jest obszarem właściwości miejscowej Samorządowego Kolegium Odwoławczego w Koszalinie.
Mieszkańcy gminy Człopa razem z mieszkańcami gmin: Mirosławiec i Tuczno wybierają 5 z 17 radnych do Rady Powiatu w Wałczu, a radnych do Sejmiku Województwa Zachodniopomorskiego w okręgu nr 3. Posłów na Sejm wybierają z okręgu wyborczego nr 40, senatora z okręgu nr 99, a posłów do Parlamentu Europejskiego z okręgu nr 13.
Gmina Człopa utworzyła 12 jednostek pomocniczych, będących sołectwami: Bukowo, Drzonowo Wałeckie, Dzwonowo, Golin, Jaglice, Mielęcin, Pieczyska, Przelewice, Szczuczarz, Trzebin, Wołowe Lasy i Załom.

## Miejscowości
Miasto
- Człopa (miasto od 1245 r.)

Miejscowości sołeckieBukowo, Drzonowo Wałeckie, Dzwonowo, Golin, Jaglice, Mielęcin, Pieczyska, Przelewice, Szczuczarz, Trzebin, Wołowe Lasy, Załom.
Miejscowości niesołeckieBorowik, Brzeźniak, Czaplice, Dłusko, Drzonowo, Dzwonowo (leśniczówka), Głusza, Jagoda, Jeleni Róg, Jelenie, Krąpiel, Miradź, Nałęcze, Orzeń, Podgórze, Podlesie, Pustelnia, Rybakówka, Trzcinno, Zwierz.